# Charles Mason (astrònom)

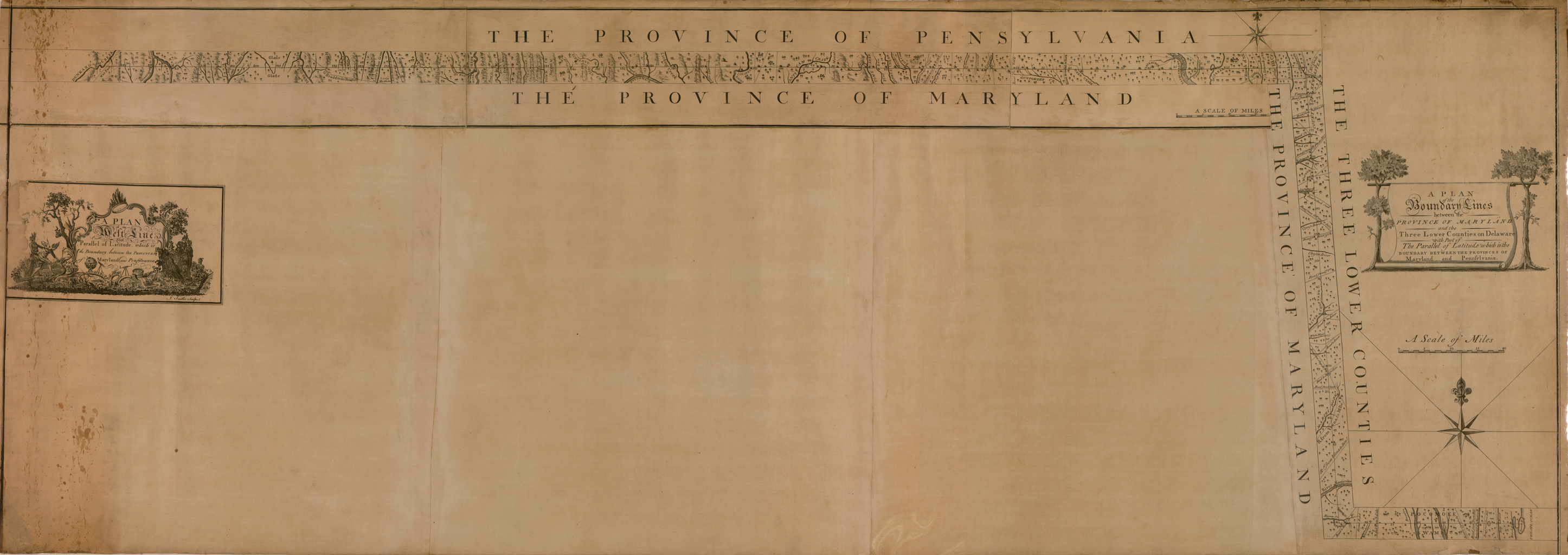
"Pla de la línia o paral·lel de latitud oest", Charles Mason, 1768

Charles Mason (abril de 1728, Oakridge, Gloucestershire - 25 d'octubre de 1786, Filadèlfia) va ser un astrònom britànic assentat als Estats Units. Conegut per la cartografia de la Línia Mason-Dixon (1764-1768).

## Biografia
Estudià matemàtiques sota Robert Stratford. L'astrònom reial James Bradley en va destacar el seu talent i el 1756 li oferí un lloc d'ajudant a l'Observatori de Greenwich, prop de Londres.
Aleshores es va familiaritzar amb les Taules de la Lluna de Tobias Mayer que permetien mesurar la longitud a la mar que era un problema.
El 1760, la Royal Society preparà expedicions per tot el món per observar els trànsit de Venus de 1761. Mason va fer equip amb Jeremiah Dixon per anar a Bengkulu a Sumatra.
L'expedició Mason-Dixon partí el 8 de gener de 1761 de Plymouth a bord del HMS Seahorse, però va haver de tornar en ser atacat pel vaixell francès L'Aigrette. L'expedició tornà a salpar el 3 de febrer i els dos astrònoms arribaren a Sud-àfrica el 22 d'abril. Van erigir un observatori improvisat per al trànsit de Venus. Hi restaren fins a octubre i després anaren a Maskelyne a Santa-Helena.
Des de 1681 hi havia un litigi territorial entre els estats de Pennsilvània i Maryland, els protagonistes Thomas Penn i Frederick Calvert acordaren apel·lar a astrònoms britànics. James Bradley va acabar els treballs dels cartògrfs estatunidencs des de 1768. La seva primera tasca va ser la de traçar una línia des de la Península de Delmarva fins New Castle, separant de la Pennsylvania tres comtats que van esdevenit més tard Delaware.
El 1786, s'instal·là a Filadèlfia. Entrà en contacte amb Benjamin Franklin

## Homenatges
A la Lluna, el cràter Mason porta el seu nom.
Charles Mason i Jeremiah Dixon són els personatges de la novel·la de Thomas Pynchon Mason et Dixon (1997). Mark Knopfler s'inspirà per escriure la cançó Sailing to Philadelphia .